# Nosotros los niños prodigio
Nosotros los niños prodigio (título original: Wir Wunderkinder) es una película de comedia de Alemania Occidental de 1958 dirigida por Kurt Hoffmann y protagonizada por Johanna von Koczian, Hansjörg Felmy y Wera Frydtberg.

## Argumento
Hans Boeckel y Bruno Tiches son compañeros de clase. Sin embargo, mientras Hans es trabajador y se porta bien, Bruno aprende desde el principio a vigilar sus propias ventajas.
La vida posterior de ambos durante el Tercer Reich es igualmente contradictoria. Hans, por un lado, se convierte en editor de artículos. Sin embargo él pierde el trabajo por tener falta de sentimientos marrones, mientras que Bruno, por otro lado, es un pez gordo en el partido nazi. Como los ocupantes lo consideran indispensable después de la guerra, Bruno logra convertirse luego en un hombre de negocios exitoso y respetado.
Cuando Hans se propone destapar el oscuro pasado de Bruno, los dos se reencuentran, lo que acaba con la muerte de Bruno.

## Reparto
| Actor                    | Personaje          |
| ------------------------ | ------------------ |
| Hansjörg Felmy           | Hans Boeckel       |
| Robert Graf              | Bruno Tiches       |
| Wera Frydtberg           | Vera von Lieven    |
| Johanna von Koczian      | Kirsten Hansen     |
| Elisabeth Flickenschildt | María Meisegeier   |
| Jürgen Goslar            | Schally Meisegeier |
| Liesl Karlstadt          | Sra. Roselieb      |
| Michl Lang               | Anton Roselieb     |
| Pinkas Braun             | Siegfried Stein    |
| Ingrid Pan               | Doddy Meisegeier   |

## Producción
La película, que es una sátira, está basada en la novela "Wir Wunderkinder. Der dennoch heitere Roman unseres Lebens" de Hugo Hartung, que fue publicada en 1957. Utilizando como base esta novela, se filmó la película entre el 13 de mayo de 1958 y junio de 1958. Se filmó para las escenas exteriores en Múnich, Verona, Sicilia y en Dinamarca, mientras que para las escenas interiores se filmó en Bavaria Film en los estudos de Geiselgasteig. Fue rodado en blanco y negro.

## Recepción
La película recibió numerosos premios. En particular, ganó el Globo de Oro a la Mejor Película Internacional en 1960. También lo valoró como "valioso" el FBW en 1958. Adicionalmente ganó también el Gran Premio en el Festival Internacional de Cine de Acapulco y una Medalla de Oro en el Festival Internacional de Cine de Moscú en 1959.
Hoy en día la película también ha sido valorada en portales cinematográficos. En IMDb, por ejemplo, con 464 votos registrados, el filme obtiene una media ponderada de 7,5 sobre 10.